# Rui Tokisaki
Rui Tokisaki (時崎 塁 Tokisaki Rui?), född 30 oktober 1982 i Fukushima prefektur, är en japansk fotbollsspelare.
Tokisaki började sin karriär 2007 i Fukushima United FC. Han spelade 101 ligamatcher för klubben. Han avslutade karriären 2014.